# リディア・ランチ
リディア・ランチ（Lydia Lunch、1959年6月2日 - ）は、アメリカの歌手、詩人、作家、女優、自己啓発スピーカー。彼女のキャリアは、1970年代のニューヨークのノー・ウェイヴ・シーンで、ティーンエイジ・ジーザス・アンド・ザ・ジャークスのボーカル兼ギタリストとしてスタートした。
彼女の作品は、挑発的で挑戦的なノイズ・ミュージックの表現を特徴としており、大手レーベルやディストリビューターとは独立して活動することで、反商業主義的な姿勢を維持している。「ボストン・フェニックス」紙は、ランチを1990年代で最も影響力のある10人のパフォーマーの1人に選出。『ケラング!』誌は、ランチをフィーチャーしたソニック・ユースの「Death Valley '69」を「史上最も邪悪な歌50選」に選出した。

## 略歴
ランチは1959年6月2日、ニューヨーク州ロチェスターでドイツ人とイタリア人の両親の間に生まれた。16歳でニューヨークに移り、やがて芸術家やミュージシャンの共同体の一員となった。マクシズ・カンサス・シティでアラン・ヴェガやマーティン・レヴと親しくなった後、ジェームス・チャンスと共に、短命ながらも影響力のあるノー・ウェイヴ・バンド、ティーンエイジ・ジーザス・アンド・ザ・ジャークスを結成した。ティーンエイジ・ジーザス・アンド・ザ・ジャークスと、チャンスが後に結成したザ・コントーションズは、ブライアン・イーノがプロデュースしたノー・ウェイヴのコンピレーション・アルバム『ノー・ニューヨーク』で演奏した。ランチは後にジェームス・ホワイト・アンド・ザ・ブラックスのアルバム『Off-White』の2曲に参加。1980年にソロ活動を開始する前には、ベイルート・スランプとエイト・アイド・スパイという2つの短命バンドに在籍していた。1980年代半ば、彼女は録音と出版の会社「ウィドウスピーク・プロダクションズ」（通称「ウィドウスピーク」）を設立し、そこで音楽からスポークン・ワードまで、自身の作品をリリースし続けている。2013年には、ランチのレーベルから2枚のアルバムがリリースされた。ビッグ・セクシー・ノイズの『Collision Course & Trust The Witch』（チェリー・レッドからリリース）と『Retrovirus』（Interbang Recordsからリリース）で、どちらもランチの音楽プロジェクトによる作品である。
6年間の音楽活動休止後、2004年11月にAtavistic RecordsとBreakin Beatsよりスタジオ・アルバム『Smoke in the Shadows』をリリースした。このアルバムには、オルタナティヴ・ロック・バンド、ウィルコのリードギタリスト、ネルス・クラインがフィーチャリングされている。『Smoke in the Shadows』は、オールミュージック、ポップマターズ、タイニー・ミックス・テープスで好評を博した。
2009年、ランチはバンド「ビッグ・セクシー・ノイズ」を結成した。グループは、ランチ（ボーカル）、ジェームズ・ジョンストン（ギター）、テリー・エドワーズ（オルガン、サックス）、イアン・ホワイト（ドラム）で構成されている。ジョンストン、ホワイト、エドワーズは、イギリスのバンド、ギャロン・ドランク（Gallon Drunk）のメンバーでもあった。2009年6月1日、Sartorial Recordsより6曲入りのEPがリリースされ、ルー・リードのカバー曲「Kill Your Sons」や、ゴードンとの共作曲「The Gospel Singer」などが収録されている。デビュー・アルバムとなるセルフタイトル・アルバム『Big Sexy Noise』は2010年にリリースされ、続いて2011年には『Trust The Witch』がリリースされた。両アルバムのリリースに伴い、ランチとバンドはヨーロッパ・ツアーを行った。

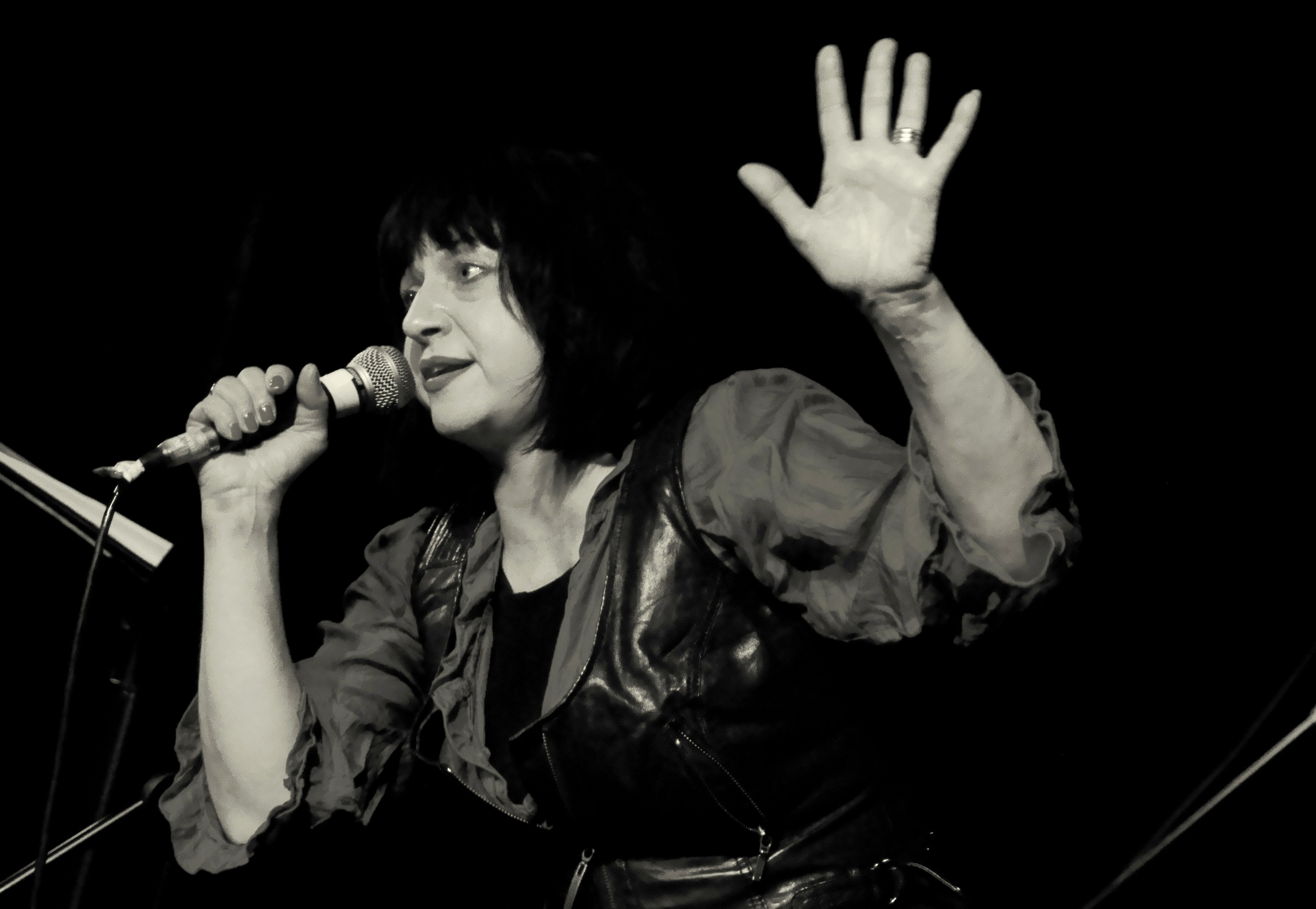
パフォーマンスするリディア・ランチ（2012年）

2010年、ジェフリー・リー・ピアース・セッションズ・プロジェクトは、ピアースの未発表制作中の作品を収録した4部作アルバムの第1弾となる『We Are Only Riders』をリリース。このアルバムには、ランチを含む友人、コラボレーター、そしてファンによるピアース作品の解釈が収録されている。ランチはまた、2012年4月にリリースされた同プロジェクトのセカンド・アルバム『The Journey is Long』にも参加している。
ピアース・セッションズ・プロジェクトの3枚目にして最後のアルバム『The Task Has Overwhelmed Us』は、当初2012年末にリリース予定だったが、セカンド・アルバムのリリース後にスケジュールが変更された。このコレクションをプロデュースしたレーベル、Glitterhouse Recordsは、代わりに2014年5月にサード・アルバム『Axles & Sockets』をリリース。このアルバムでランチは、ピアースの音源をフィーチャーした「The Journey Is Long」を演奏している。レーベル側は、この3枚目のアルバムがプロジェクトの「最後から2番目の」フル・アルバムになると説明したが、最終アルバムのタイトルや発売日は明らかにしなかった。
ランチは2013年、アルバム『Retrovirus』（ランチが後に参加したバンドの名称でもある）をInterbang RecordsとugEXPLODE（アルバム収録曲の大部分はWidowspeakからリリースされている）からリリースした。アルバム・リリース後の2013年5月、ランチはバンド・メンバーのウィーゼル・ウォルター、アルギス・キジス、ボブ・バートと共に、ニューヨークのバワリー・エレクトリック・ホールでライブを行った。2022年3月、ミドルテネシー州立大学ポピュラー音楽センター（CPM）は彼女にCPMフェロー賞を授与した。この栄誉を過去に受賞したのは、バリー・ギブとラモント・ドジャーの2人だけである。

### 映画
彼女はスコット・B & ベス・B監督の2本の映画に出演した。『Black Box』（1978年）では女王様役、『ボルテックス』（1981年）ではエンジェル・パワーズという名の私立探偵を演じた。この頃、彼女はヴィヴィアン・ディック監督の多くの映画にも出演しており、『She Had Her Gun All Ready』（1978年）や『Beauty Becomes The Beast』（1979年）ではパット・プレイスと共演。2011年には、ヴィルジニー・デパント監督の『Mutantes: punk, porn, feminism』に出演した。この作品にはアニー・スプリンクルとカトリーヌ・ブレイヤも出演している。また、アンダーグラウンド映画で脚本、監督、出演を務め、アンダーグラウンド映画作家のニック・ゼッドや写真家のリチャード・カーンとコラボレーションすることもあった。

### スポークン・ワード
ランチはスポークン・ワード・アーティストとしてレコーディングやパフォーマンスを行っており、エクシーン・サーヴェンカ、ヘンリー・ロリンズ、ドン・バジェマ、ヒューバート・セルビー・ジュニアといったアーティストとコラボレーションしたほか、パーラー・クラブでスポークン・ワード・パフォーマンス・ナイト「The Unhappy Hour」を主催している。

### 文学
1997年、ランチは自身の幼少期、性体験、薬物乱用、精神疾患などを綴った自伝『Paradoxia』を出版した。『タイムアウト (雑誌)|タイムアウト・ニューヨーク]]』誌は好意的なレビューを寄せたが、『Bookslut』誌は「ランチの研究がそれ以上の深みを秘めているのか、それとも文学的・哲学的な反復強迫観念のようなもので、男性ニヒリスト、性的冒険家、逸脱の記録者たちによるベスト・ヒットのリバイバルなのかは読者次第だ」と曖昧な結論を述べている。ポップマターズは「残酷だが退屈で予測可能なサーカス。ランチは感情を一切表に出さない。疲労だけが彼女をためらわせているようだ」と評した。
さらに、ランチは伝統的な書籍とコミックス（グラフィック・ノベル・アーティストのテッド・マッキーヴァーと共著）の両方を執筆している。

### その他の活動
2013年、ランチはカリフォルニア州オハイやフランスのレンヌなどでセルフエンパワーメント・ワークショップを開催した。レンヌでのワークショップは彼女にとって初のセルフ・エンパワーメント・イベントだったと、ランチは当時を振り返り、「毎日、ハグを求めてくる人が集まってきました。まるで母なるインドのようでした」と語っている。同年4月、ランチはエミリオ・クベイロのアルバム『Death of an Asshole』のプロデューサーを務めていることを発表した。2014年には、テキサス州オースティンを拠点とするアーティスト、ダーラ・ティーガーデンと共に写真シリーズを撮影した。
2019年、ランチはポッドキャスト「The Lydian Spin」を開始。毎週、ベーシストのティム・ダールと共に司会を務めている。
2020年、ランチはプロデューサーのニコラス・ジャーによるアゲインスト・オール・ロジックのアルバム『2017–2019』に参加した。

## 私生活
2004年、彼女はアメリカを離れ、バルセロナに移住した。2017年にアメリカに戻り、ブルックリンに暮らしている。

## ディスコグラフィ

### リーダー・アルバム
- Queen of Siam (1980年)
- 『13.13』 - 13.13 (1981年)
- Honeymoon in Red (1987年)
- Unearthly Delights (1992年)
- Matrikamantra (1997年)
- Smoke in the Shadows (2004年)
- Retrovirus (2013年) ※ライブ
- Urge to Kill (2015年) ※Lydia Lunch Retrovirus名義

### EP
- Drunk on the Pope's Blood/The Agony Is the Ecstacy (1982年) ※スプリット盤 with ザ・バースデイ・パーティ
- In Limbo (1984年)

### コンピレーション・アルバム
- Hysterie (1986年)
- Widowspeak (1998年)
- Deviations on a Theme (2006年)

### シングル
- "No Excuse" (1997年)

### ビデオ・アルバム
- Willing Victim (The Audience as Whipping Boy) (2004年) ※ライブ・イン・オーストリア

### ティーンエイジ・ジーザス・アンド・ザ・ジャークス
- 『ノー・ニューヨーク』 - No New York (1978年) ※ザ・コントーションズ、マーズ、DNAとのコンピレーション
- Pre Teenage Jesus and the Jerks (1979年) ※EP
- Teenage Jesus and the Jerks (1979年) ※コンピレーション
- Everything (1995年) ※コンピレーション
- 『シャット・アップ・アンド・ブリード』 - Shut Up and Bleed (2008年) ※コンピレーション
- 『LIVE 1977-1979』 - Live 1977-1979 (2015年) ※ライブ

### ベイルート・スランプ
- "Try Me" (1979年) ※シングル

### エイト・アイド・スパイ
- 『エイト・アイド・スパイ』 - 8-Eyed Spy (1981年)
- Live (1981年)

### ハリー・クルーズ
- Naked in Garden Hills (1987年)

### ビッグ・セクシー・ノイズ
- Big Sexy Noise (2009年)
- Trust the Witch (2011年)

### コラボレーション
- Some Velvet Morning (1982年) ※EP with ローランド・ハワード
- The Drowning of Lucy Hamilton (1985年) ※EP with ルーシー・ハミルトン
- Heart of Darkness (1985年) ※EP with ノー・トレンド
- The Crumb (1987年) ※EP with サーストン・ムーア
- Stinkfist (1987年) ※EP with クリント・ルイン
- Don't Fear the Reaper (1991年) ※EP with クリント・ルイン
- 『ショットガン・ウェディング』 - Shotgun Wedding (1991年) ※with ローランド・ハワード
- Transmutation + Shotgun Wedding Live in Siberia (1994年) ※with ローランド・ハワード
- The Desperate Ones (1997年) ※EP with グリン・スタイラー
- Champagne, Cocaïne & Nicotine Stains (2002年) ※EP with アヌビアン・ライツ
- Omar Rodriguez Lopez & Lydia Lunch (2007年) ※EP with オマー・ロドリゲス・ロペス
- U Turn (2008年) ※EP with ミノックス
- Lydia Lunch and Philippe Petit (2011年)
- A Fistful of Desert Blues (2014年) ※with サイプレス・グルーヴ
- Twin Horses (2014年) ※with サイプレス・グルーヴ。スプリット・アルバム with スピリチュアル・フロント
- Under the Covers (2017年) ※with サイプレス・グルーヴ

### 参加アルバム
- ジェームス・ホワイト・アンド・ザ・ブラックス : 『オフ・ホワイト』 - Off White (1979年)
- ディ・ハウト : Der Karibische Western (1982年) ※EP
- アインシュテュルツェンデ・ノイバウテン : Thirsty Animal (1982年) ※EP
- ソート・ソル : "Boy-Girl" (1983年)
- ソート・ソル : Dagger & Guitar (1983年)
- ノー・トレンド : A Dozen Dead Roses (1985年)
- ソニック・ユース : Death Valley '69 (1986年) ※EP
- オックスボウ : King of the Jews (1991年)
- マイ・ライフ・ウィズ・ザ・スリル・キル・カルト : 13 Above the Night (1993年)
- マイ・ライフ・ウィズ・ザ・スリル・キル・カルト : Dirty Little Secrets: Music to Strip By (1999年)
- ディ・ハウト : Head On (1992年)
- ディ・ハウト : Sweat (1992年)
- ラブ・レポート : Unhealthy (1994年)
- フィータス・シンフォニー・オーケストラ : York (First Exit to Brooklyn) (1997年)
- ヒア : Brooklyn Bank (1998年)
- ブラック・サン・プロダクションズ : OperettAmorale (2005年) ※ベルトルト・ブレヒト・トリビュート
- ブラック・サン・プロダクションズ : The Impossibility of Silence (2006年)
- アンキトーナー・メタマーズ : Ankitoner Metamars (2007年)
- Various Artists : Alan Vega 70th Birthday Limited Edition EP Series (2008年) ※EP集。#3 Frankie Teardrop
- ジェフリー・リー・ピアース・セッションズ・プロジェクト : We Are Only Riders (2010年)
- ジェフリー・リー・ピアース・セッションズ・プロジェクト : The Journey Is Long (2012年)
- ジェフリー・リー・ピアース・セッションズ・プロジェクト : Axels & Sockets (2014年)
- デヴィッド・ラックナー : Synthetic Love Dream (2014年)
- ドリーティ・ファームズ : Trouble in Paradise (2017年)

## スポークン・ワード
- Better an Old Demon Than a New God (1984年、Giorno Poetry Systems) ※コンピレーション feat. ウィリアム・S・バロウズ、サイキックTV、リチャード・ヘルなど
- The Uncensored (1984年) ※ソロ
- Hard Rock (1984年、Ecstatic Peace) ※ソロ スプリット・カセット with マイケル・ジラ
- Oral Fixation (1988年) ※ソロ 12インチ
- Our Fathers Who Aren't in Heaven (1990年) ※with ヘンリー・ロリンズ、ヒューバート・セルビー・ジュニア、ドン・パジェマ
- Conspiracy of Women (1990年) ※ソロ
- South of Your Border (1991年) ※with エミリオ・クベイロ
- POW (1992年) ※ソロ
- Crimes Against Nature (1994年、Tripple X/Atavistic) ※ソロ、スポークン・ワード・アンソロジー
- Rude Hieroglyphics (1995年、Rykodisc) ※with エクシーン・サーヴェンカ
- Universal Infiltrators (1996年、Atavistic)
- Kicks Joy Darkness (1997年) ※feat. Beat Generation writer Jack Kerouac's work performed by other various artists
- The Devil's Racetrack (2000年)
- Flood Stains (2010年) ※with フアン・アズレイ
- Medusa's Bed (2013年) ※with ザフラ・マニ、ミア・ザベルカ
- Marchesa (Rustblade, 2018年) ※ソロ

## フィルモグラフィ

### 女優
- She Had Her Gun All Ready (1978年)
- Guerillere Talks (1978年)
- Rome '78 (1978年)[38]
- Black Box (1978年)
- Beauty Becomes the Beast (1979年)
- The Offenders (1979年–1980年)
- Liberty's Booty (1980年)
- Subway Riders (1981年)
- The Wild World of Lydia Lunch (1983年)
- Like Dawn to Dust (1983年)
- 『ボルテックス』 - Vortex (1983年)
- Submit to Me (1985年)
- The Right Side of My Brain (1985年)
- Fingered (1986年)
- 『ハード・コア』 - Hardcore Extended (DVD / Le Chat qui Fume, 2008年)
- Barbecue Death Squad from Hell (1986年)
- Penn & Teller's Cruel Tricks for Dear Friends (1987年)
- 『モンド・ニューヨーク』 - Mondo New York (1987年)
- Invisible Thread (1987年)[39]
- Kiss Napoleon Goodbye: Directed by Babeth vanLoo (1990年)
- The Road to God Knows Where (1990年)[40]
- Thanatopsis (1991年)
- Visiting Desire (1996年)[41]
- Power of the Word (1996年)
- 『サラ、いつわりの祈り』 - The Heart Is Deceitful Above All Things (2004年)[42]
- 『KILL YOUR IDOLS キル・ユア・アイドルズ』 - Kill Your Idols (2004年)[43]
- Godkiller: Walk Among Us (2010年) ※声の出演
- Mutantes: punk, porn, feminism (2011年)
- Autoluminescent (2011年)
- Blank City (2012年)[44]
- Lydia Lunch: The War Is Never Over (2019年)[45]

### 作家
- The Right Side of My Brain (1985年)
- Fingered (1986年)

### 作曲家
- The Offenders (1980年)
- 『ボルテックス』 - Vortex (1983年) ※with ジョン・ルーリー、アデル・バーティ、パット・プレイス、ベス・B & スコット・B
- The Right Side of My Brain (1985年)
- Goodbye 42nd Street (1986年)
- Fingered (1986年)
- I Pass for Human (2004年)
- Flood stains (2010年)
- Disturbtion (2015年)

### サブジェクト
- The Wild World of Lydia Lunch (1983年)
- Penn & Teller's Cruel Tricks for Dear Friends (1987年)
- Put More Blood into the Music (1987年)
- The Gun is Loaded (1988年–1989年)
- The Road to God Knows Where (1990年)
- Malicious Intent (1990年)
- The Thunder (1992年)
- Totem of the Depraved (1996年)
- Paradoxia (1998年)
- Lady Lazarus: Confronting Lydia Lunch (2000年)
- Kiss My Grits: The Herstory of Women in Punk and Hard Rock (2001年)
- DIY or Die: How to Survive as an Independent Artist (2002年)
- Kill Your Idols (2004年)
- Lydia Lunch, à corps perdu (2008年)

### ナレーター
- American Fame Part 1: Drowning River Phoenix (2004年)
- American Fame Part 2: Forgetting Jonathan Brandis (2005年)
- Wild Tigers I Have Known (2006年)

## 演劇
(エミリオ・クベイロと共同で脚本、演技、監督、プロデュースを担当)
- South of Your Border (1988年)
- Smell of Guilt (1990年)

## 著作
- Adulterers Anonymous (1982年) ※with エクシーン・サーヴェンカ
- AS-FIX-E-8 (1990年) ※with マイク・マシューズ
- Bloodsucker (1992年) ※with ボブ・フィンガーマン
- Incriminating Evidence (1992年、Last Gasp)
- Adulterers Anonymous (1996年、Last Gasp)
- Toxic Gumbo (1998年) ※with テッド・マッキーヴァー
- Paradoxia: A Predator's Diary (1999年、Creation Books)
- The Gun is Loaded (2007年、Black Dog Publishing)
- Will Work for Drugs (2009年、Akashic Books)
- The Need to Feed: Recipes for Developing a Healthy Obsession with Deeply Satisfying Foods (2012年、RCS MediaGroup Universe imprint)
- So Real it Hurts (2019年、Seven Stories Press) ※序文：アンソニー・ボーディン[46]

### 書誌
- Masters, Marc (2007). No Wave. London: Black Dog Publishing